# Gare de Chaudfontaine
La gare de Chaudfontaine est une ancienne gare ferroviaire belge de la ligne 37, de Liège à Hergenrath située à Chaudfontaine dans la commune du même nom en Région wallonne dans la province de Liège.
Rouverte aux voyageurs dans le cadre de la mise en place du Réseau express régional liégeois, c'est une halte ferroviaire de la Société nationale des chemins de fer belges (SNCB) desservie par des trains Suburbains (S). Son bâtiment a été reconverti en restaurant et en espace d’expositions.

## Histoire
Un arrêt est établi à Chaudfontaine dès la construction de la ligne le 1er juillet 1843.
Le 24 octobre de cette année, la ligne atteint la frontière allemande, alors située à Herbesthal et les trains commencent à circuler de bout en bout.
Durant la seconde moitié du XXe siècle, la ligne 37 voit diminuer le nombre de ses voyageurs, notamment sur les trains omnibus tandis que le service des marchandises décline également. La brasserie « l'Esplanade » loue le rez-de-chaussée de la gare à partir de 1971. En 1984, le couperet tombe sur plusieurs gares trop peu fréquentées, dont celle de Chaudfontaine. Grâce au fait que le bâtiment avait été classé en 1985, la gare et ses verrières de quai ne furent pas détruites. En 1992, un bail emphytéotique transfère à la commune l'usage du bâtiment de la gare lequel bénéficie d'une rénovation. Le syndicat d'initiative y aménage un espace d’expositions et une verrière moderne complète la terrasse du restaurant.
Le 5 septembre 2018, la gare est remise en service après la reconstruction des quais. Un nouvel escalier doublé d'une rampe pour les personnes à mobilité réduite complète l'ancien escalier du XIXe siècle.

### Le bâtiment de la gare
Construit en 1843 et réaménagé en 1850, ce bâtiment des recettes, construit par Auguste Payen, était pratiquement identique à celui, démoli, de la première gare de Pepinster, également implanté en contrebas d'un remblai ferroviaire. Une verrière couvrant les escaliers d'accès au quai attenant au bâtiment a été ajoutée en 1891 en même temps que le bâtiment servant de toilettes et de lampisterie.
Construit en briques avec des détails et renforts d'angle en pierre de taille, il s'agit d'un édifice à deux étages. Le rez-de-chaussée et le premier étage sont de dimensions réduites avec des fenêtres à arc en plein cintre équidistantes tandis que l'étage supérieur, au bord des voies, est plus haut, de style néoclassique, et possède des ouvertures à linteau droit avec des entablements et un fronton coiffant les trois baies médianes côté rue et sept travées à arc en plein cintre côté voies. L'appartement du chef de gare occupait le niveau intermédiaire tandis que le guichet et le bureau se trouvaient à l'étage le plus haut. En 1971, les locaux au niveau de la rue, n'étant plus employés pour un usage ferroviaire mais servant d'entrepôt, sont occupés par le café-brasserie « l'Esplanade ».
La gare possédait aussi une halle à marchandises, démolie depuis.

Galerie d'images.
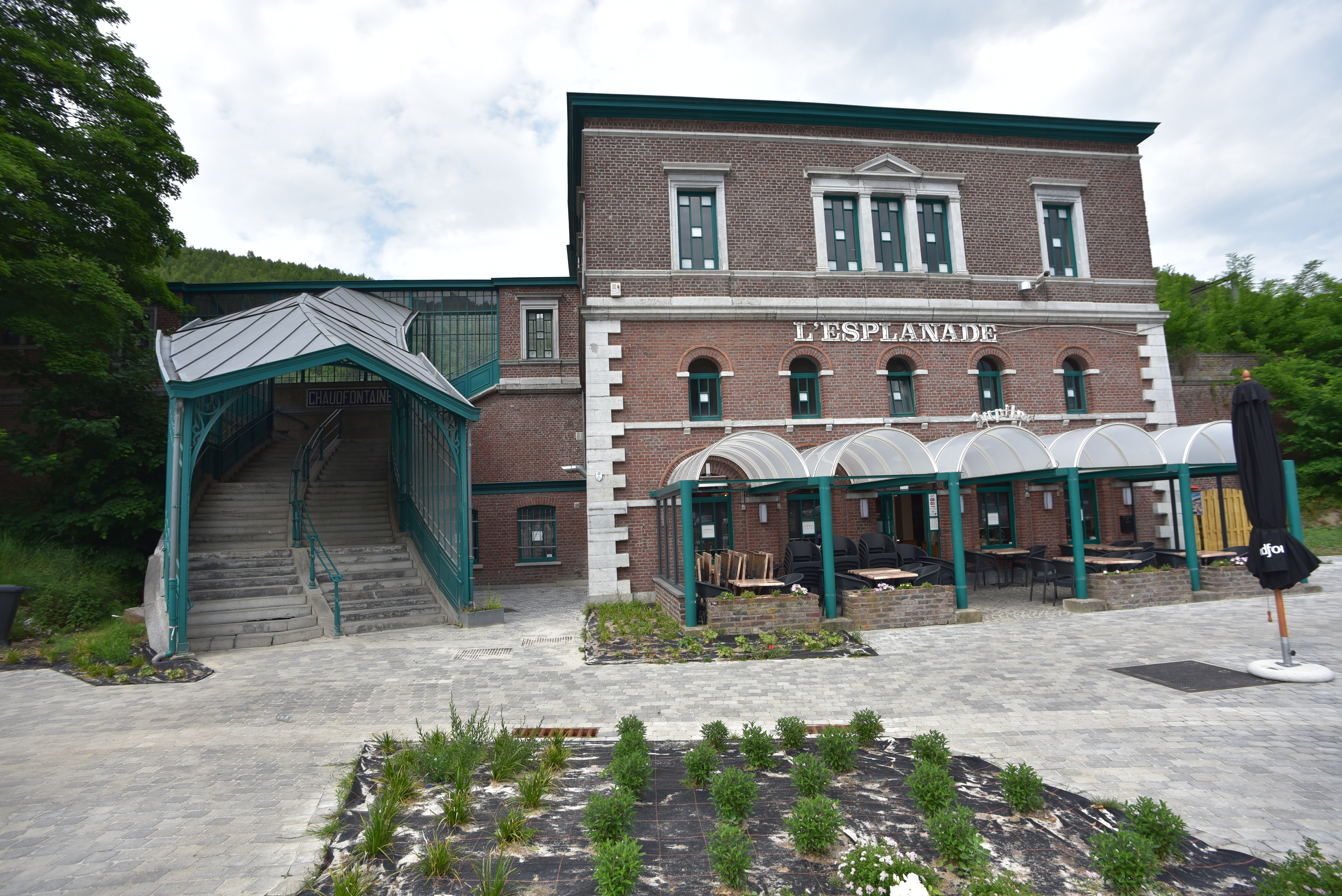
Bâtiment reconverti en restaurant.
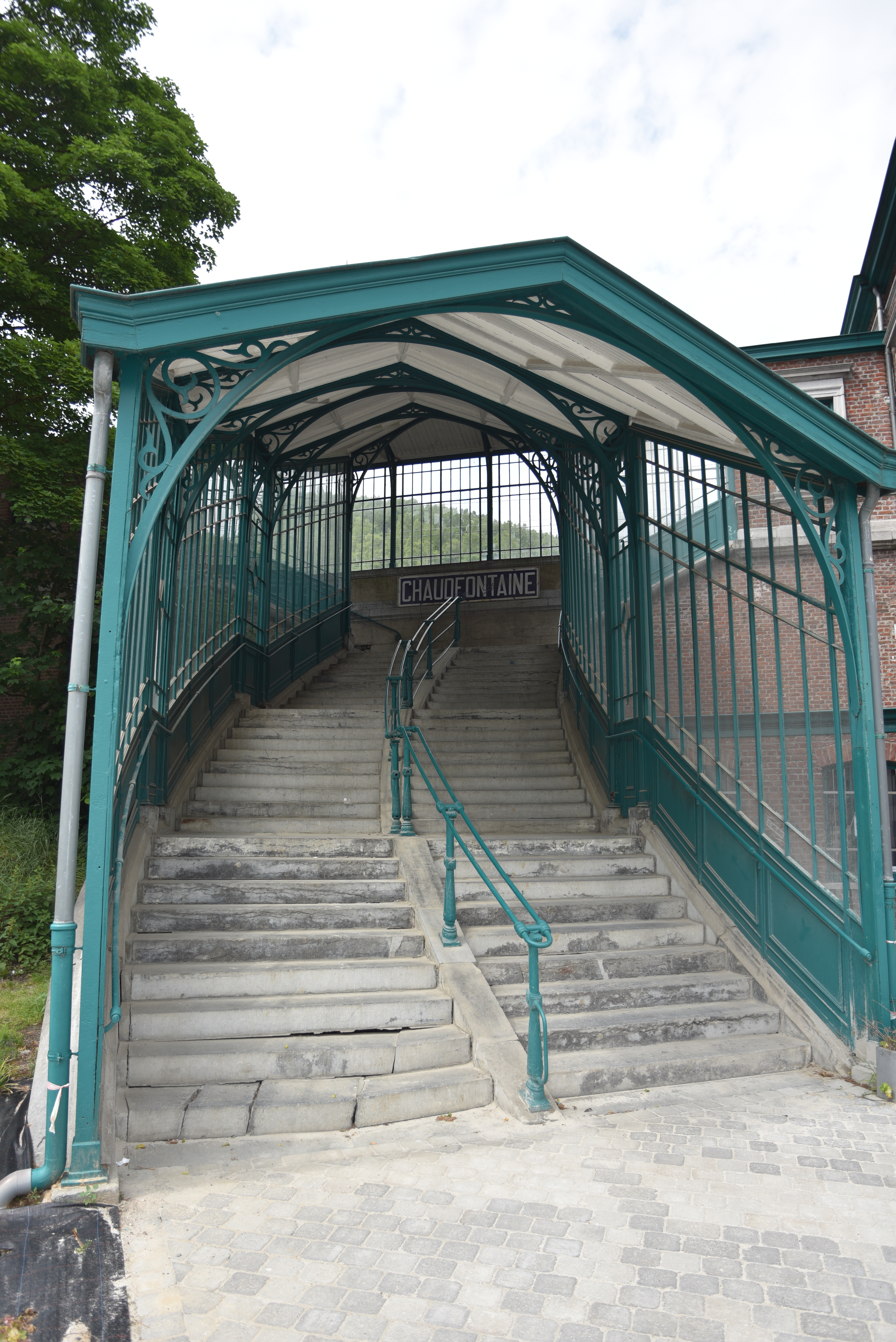
Escalier d'accès aux quais.
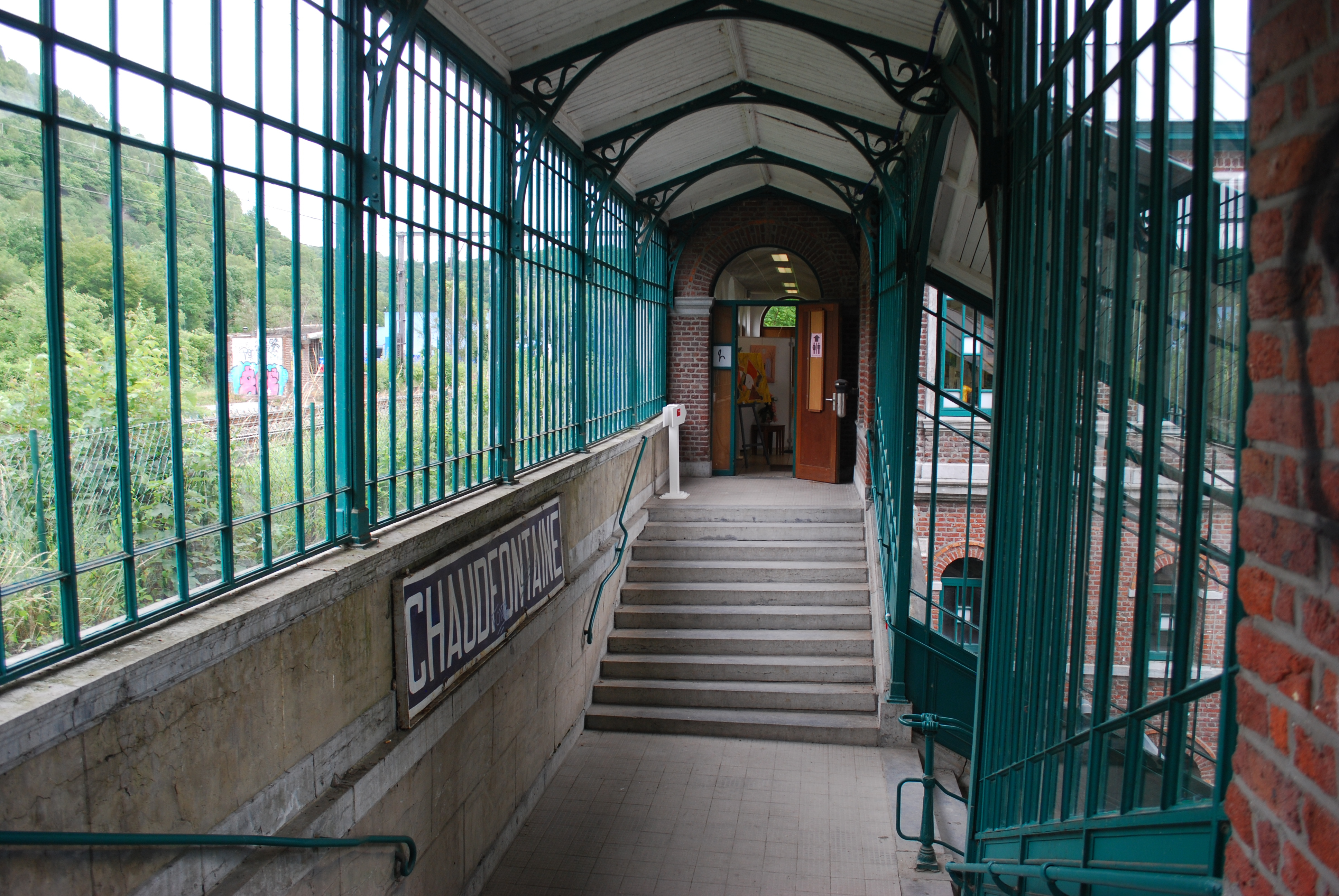
Accès au bâtiment et aux quais.
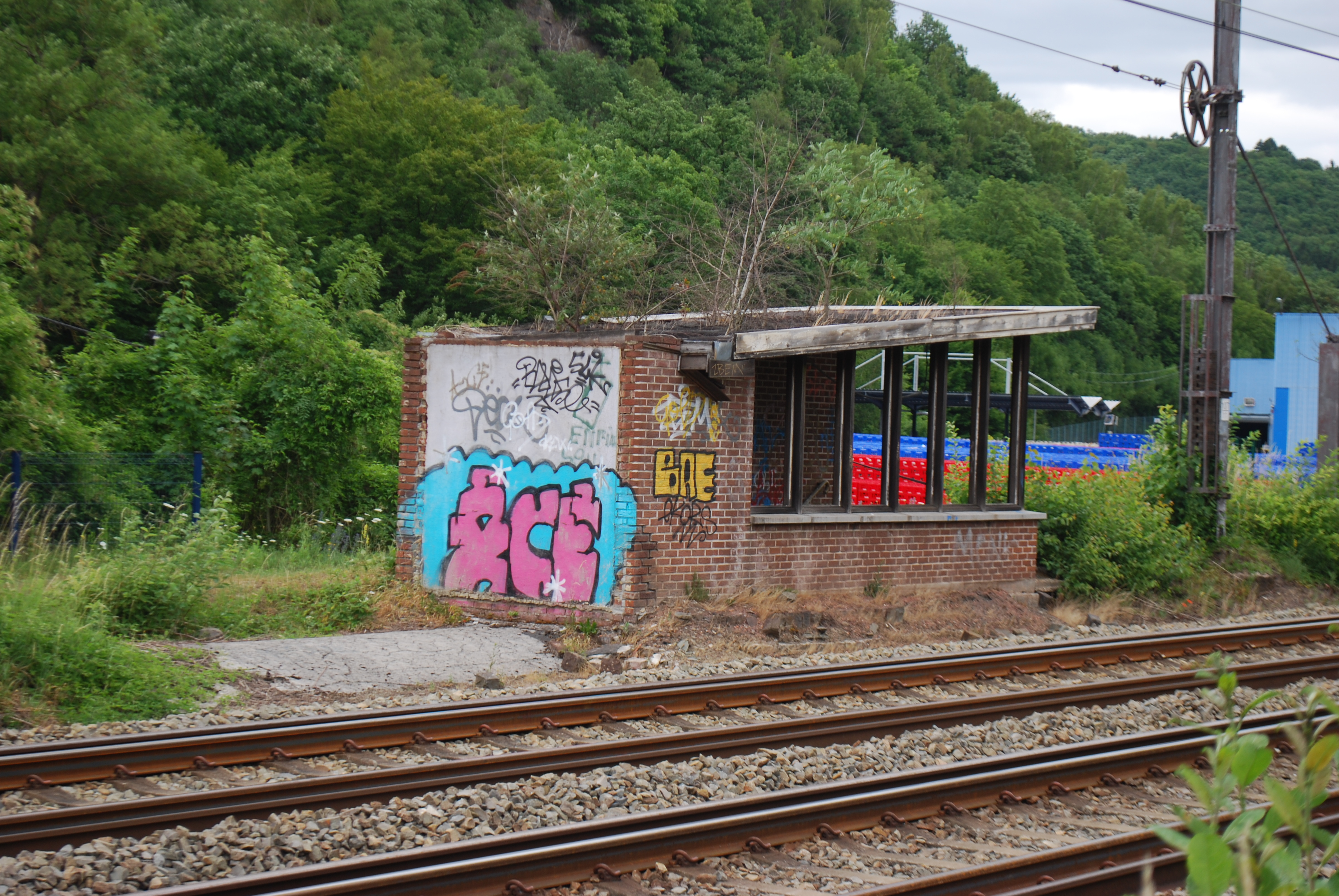
Quai abandonné (2017).
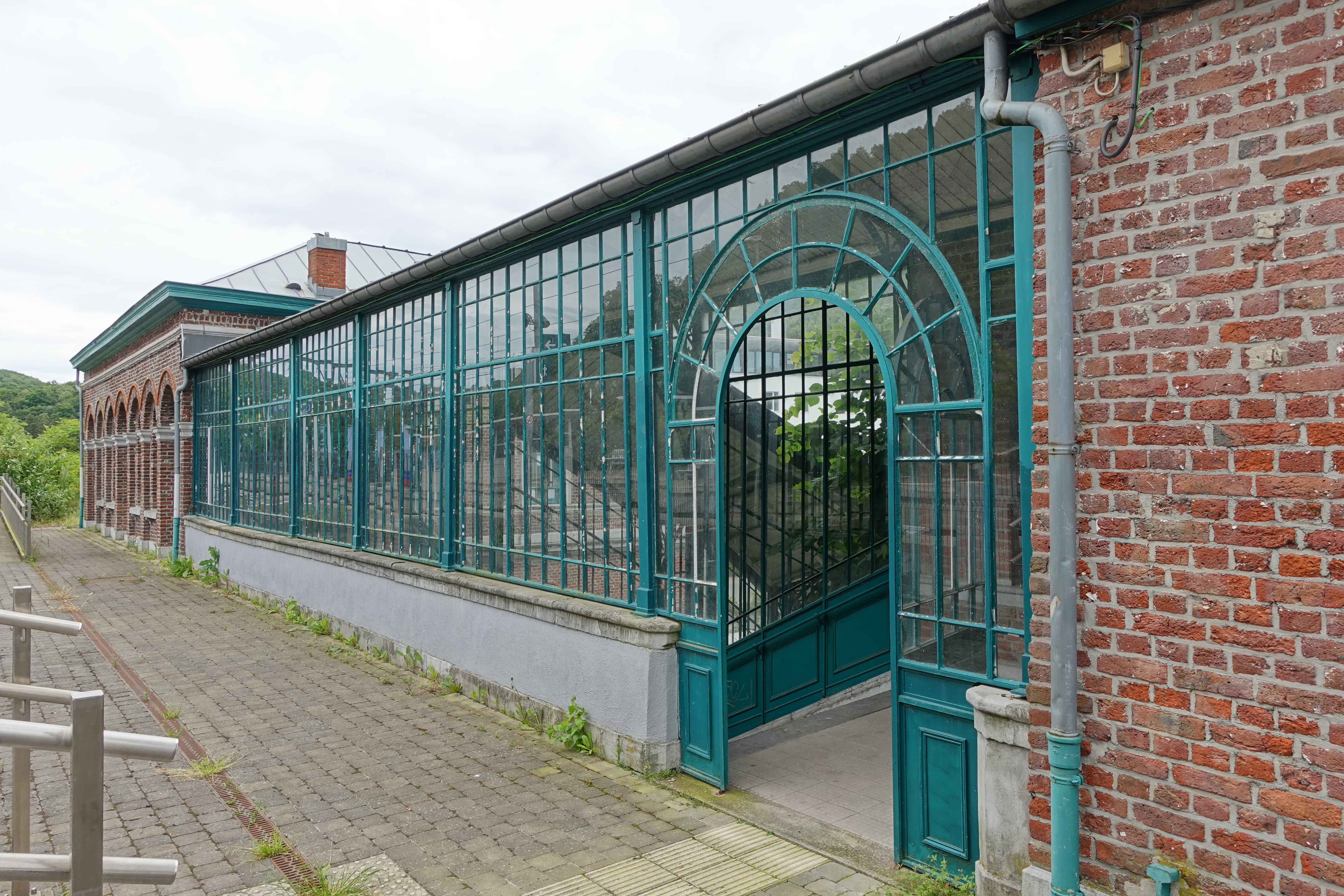
Accès au quai (2024).
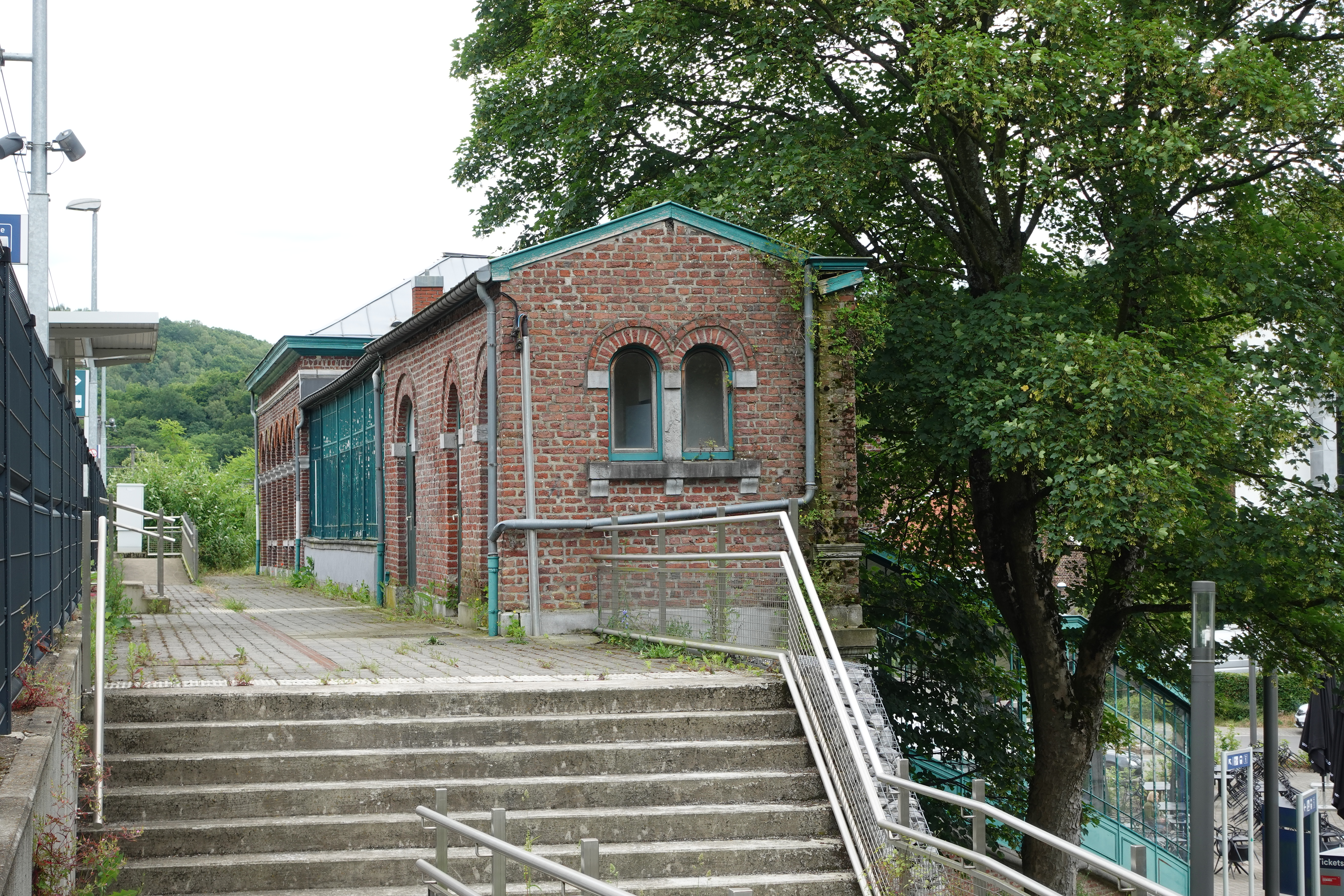
Nouvel escalier.
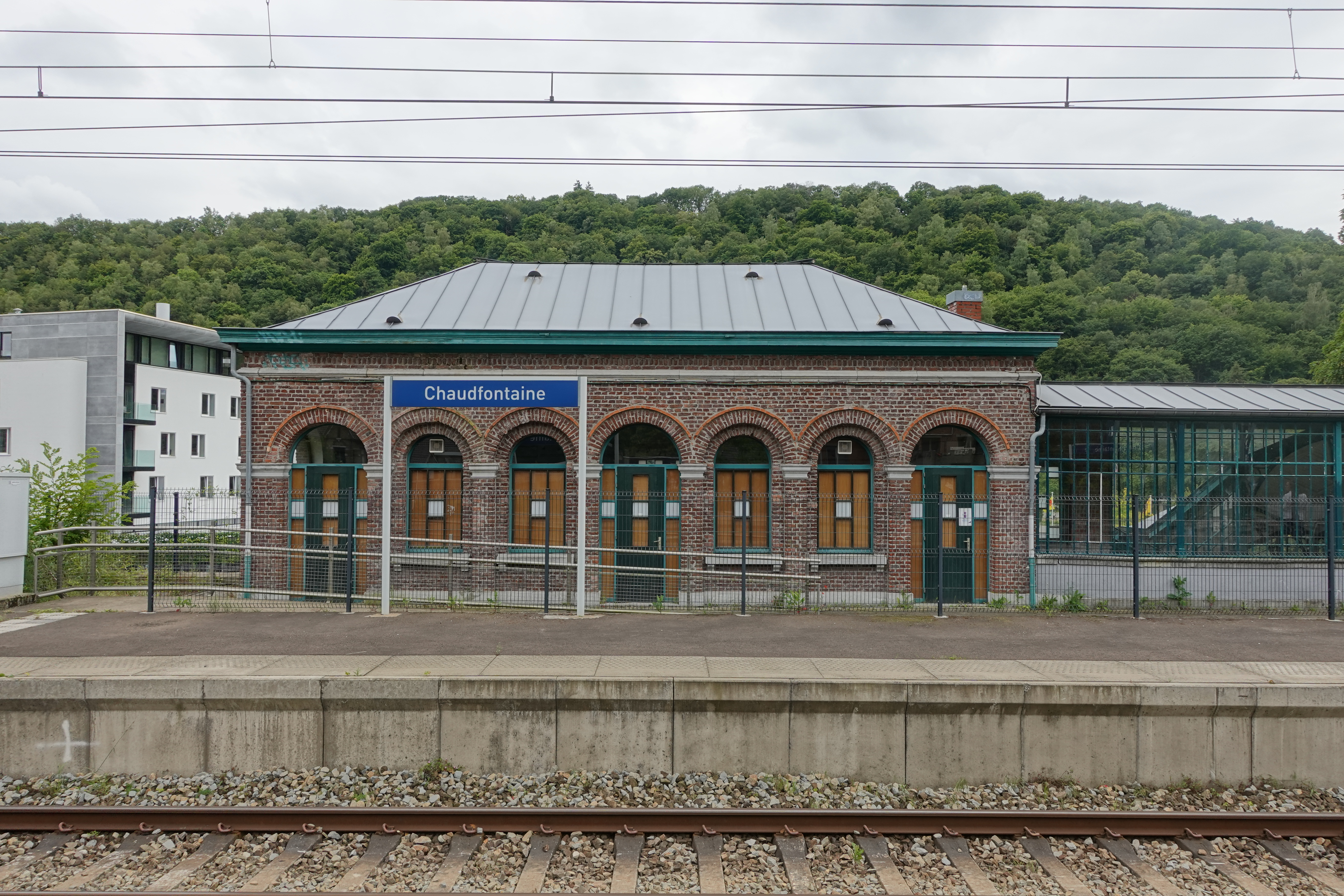
Vue depuis le quai opposé.
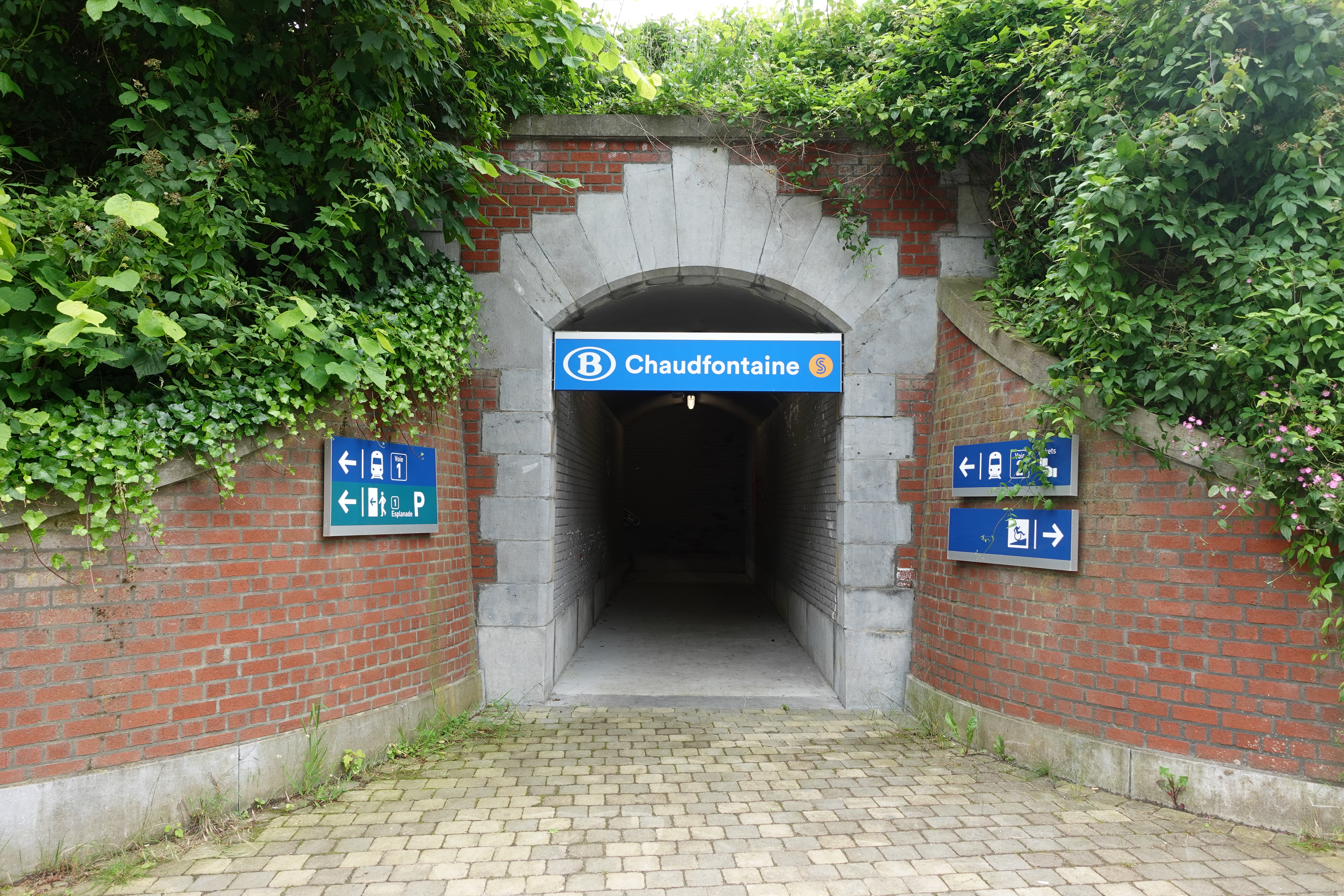
Accès au quai no 2.
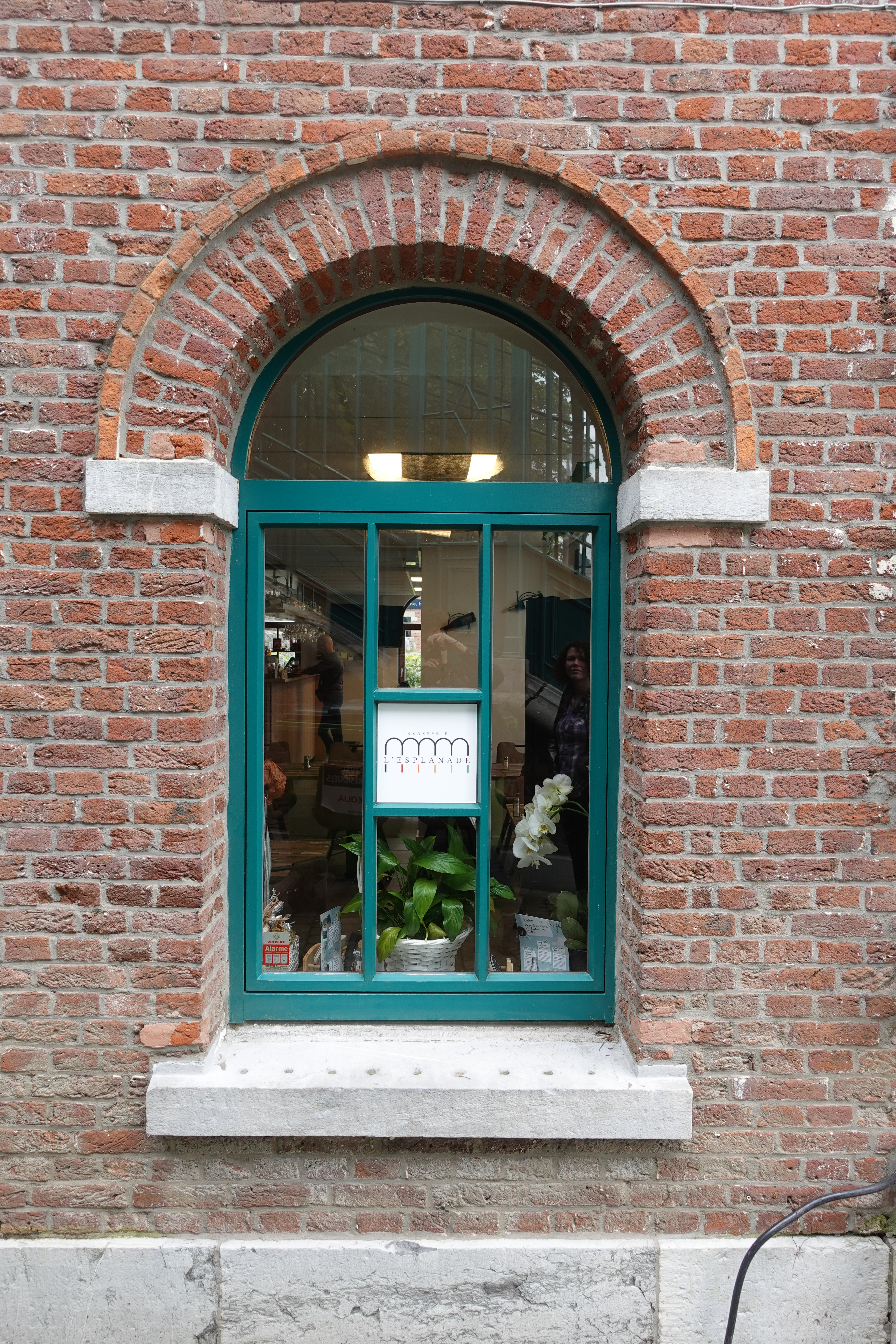
Fenêtre au niveau de la rue.
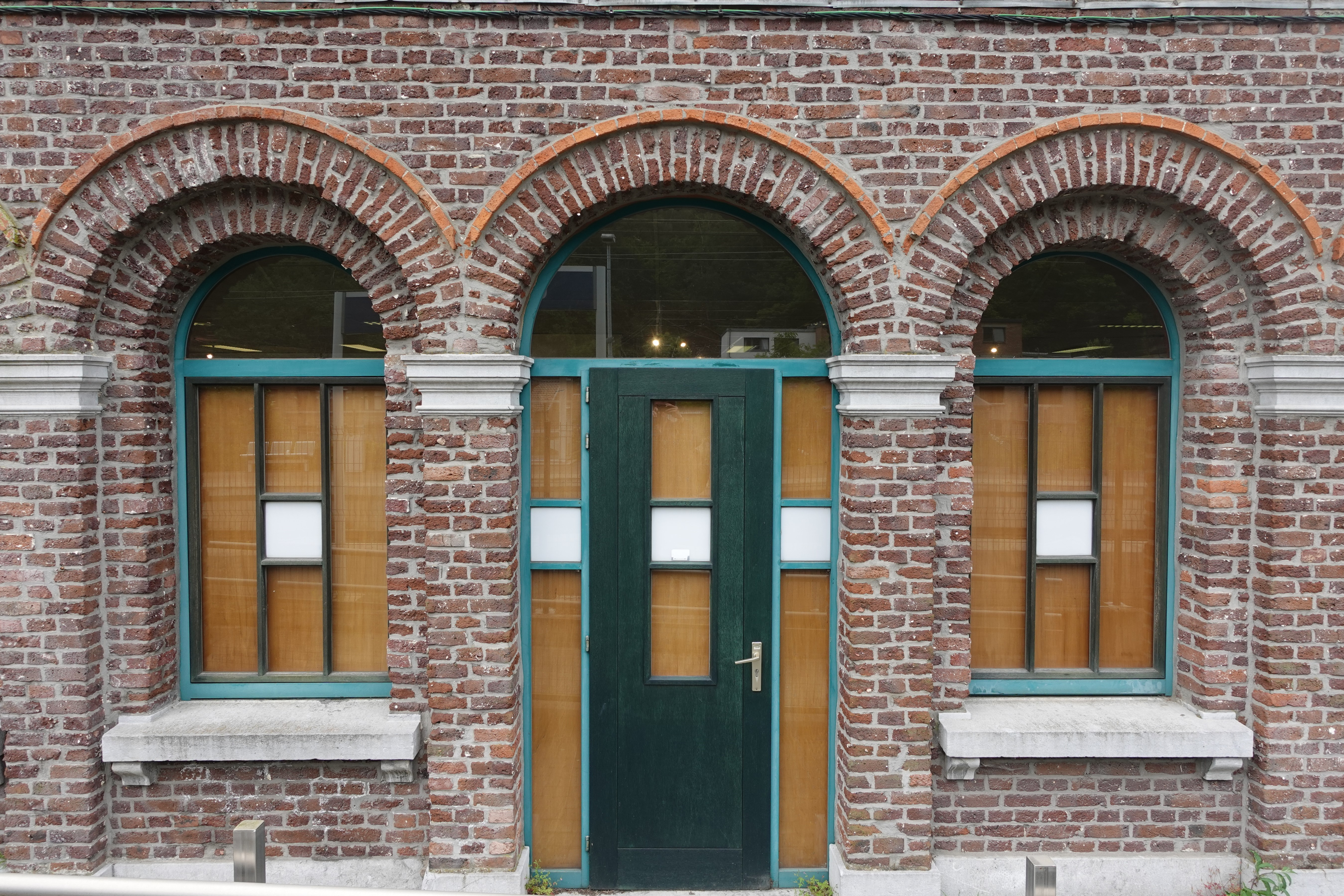
Arcs en plein cintre des ouvertures à l'étage.

## Service des voyageurs

### Accueil
Halte SNCB, c'est un point d'arrêt non géré (PANG) à accès libre. L'achat de titres de transport s'effectue via un distributeur automatique.

### Desserte
Chaudfontaine est desservie par des trains Suburbains (S) de la ligne 41 du RER liégeois.
Une relation S41 relie Liège-Saint-Lambert à Aix-la-Chapelle et une seconde, uniquement en semaine, Hasselt à Verviers-Central.

## Comptage voyageurs
Le graphique et le tableau montrent le nombre de passagers qui en moyenne embarquent durant la semaine, le samedi et le dimanche.
| Nombre de voyageurs qui embarquent à la gare de Chaudfontaine | Nombre de voyageurs qui embarquent à la gare de Chaudfontaine | Nombre de voyageurs qui embarquent à la gare de Chaudfontaine | Nombre de voyageurs qui embarquent à la gare de Chaudfontaine |
|                                                               | Semaine                                                       | Samedi                                                        | Dimanche                                                      |
| ------------------------------------------------------------- | ------------------------------------------------------------- | ------------------------------------------------------------- | ------------------------------------------------------------- |
| 1977                                                          | 62                                                            | 19                                                            | 43                                                            |
| 1978                                                          | 62                                                            | 40                                                            | 51                                                            |
| 1979                                                          | 68                                                            | 54                                                            | 59                                                            |
| 1980                                                          | 68                                                            | 68                                                            | 52                                                            |
| 1981                                                          | 82                                                            | 22                                                            | 32                                                            |
| 1982                                                          | 77                                                            | 40                                                            | 31                                                            |
| 1983                                                          | 52                                                            | 29                                                            | 32                                                            |
| 1984                                                          |                                                               | -                                                             | -                                                             |
| 1985                                                          |                                                               | -                                                             | -                                                             |
| 1986                                                          | -                                                             | -                                                             | -                                                             |
| 1987                                                          | -                                                             | -                                                             | -                                                             |
| 1988                                                          | -                                                             | -                                                             | -                                                             |
| 1989                                                          | -                                                             | -                                                             | -                                                             |
| 1990                                                          | -                                                             | -                                                             | -                                                             |
| 1991                                                          | -                                                             | -                                                             | -                                                             |
| 1992                                                          | -                                                             | -                                                             | -                                                             |
| 1993                                                          | -                                                             | -                                                             | -                                                             |
| 1994                                                          | -                                                             | -                                                             | -                                                             |
| 1995                                                          | -                                                             | -                                                             | -                                                             |
| 1996                                                          | -                                                             | -                                                             | -                                                             |
| 1997                                                          | -                                                             | -                                                             | -                                                             |
| 1998                                                          | -                                                             | -                                                             | -                                                             |
| 1999                                                          | -                                                             | -                                                             | -                                                             |
| 2000                                                          | -                                                             | -                                                             | -                                                             |
| 2001                                                          | -                                                             | -                                                             | -                                                             |
| 2002                                                          | -                                                             | -                                                             | -                                                             |
| 2003                                                          | -                                                             | -                                                             | -                                                             |
| 2004                                                          | -                                                             | -                                                             | -                                                             |
| 2005                                                          | -                                                             | -                                                             | -                                                             |
| 2006                                                          | -                                                             | -                                                             | -                                                             |
| 2007                                                          | -                                                             | -                                                             | -                                                             |
| 2008                                                          | -                                                             | -                                                             | -                                                             |
| 2009                                                          | -                                                             | -                                                             | -                                                             |
| 2010                                                          | -                                                             | -                                                             | -                                                             |
| 2011                                                          | -                                                             | -                                                             | -                                                             |
| 2012                                                          | -                                                             | -                                                             | -                                                             |
| 2013                                                          | -                                                             | -                                                             | -                                                             |
| 2014                                                          | -                                                             | -                                                             | -                                                             |
| 2015                                                          | -                                                             | -                                                             | -                                                             |
| 2016                                                          | -                                                             | -                                                             | -                                                             |
| 2017                                                          | -                                                             | -                                                             | -                                                             |
| 2018                                                          | 39                                                            | 29                                                            | 23                                                            |
| 2019                                                          | 94                                                            | 21                                                            | 14                                                            |
| 2020                                                          | 41                                                            | 40                                                            | 23                                                            |
| 2021                                                          | -                                                             | -                                                             | -                                                             |
| 2022                                                          | 82                                                            | 48                                                            | 38                                                            |
| 2023                                                          | 88                                                            | 33                                                            | 21                                                            |
| 2024                                                          | 98                                                            | 58                                                            | 27                                                            |